# Luigi Lugiato
Luigi Lugiato (né le 17 décembre 1944 à Limbiate, région de la Lombardie) est un physicien italien.